# Wstyd (film 2011)
Wstyd (ang. Shame) – brytyjski dramat filmowy z 2011 roku w reżyserii Steve’a McQueena. Zdjęcia kręcono w Nowym Jorku.
Światowa premiera filmu nastąpiła 4 września 2011, podczas 68. Międzynarodowego Festiwalu Filmowego w Wenecji, gdzie film brał udział w Konkursie Głównym. Następnie film został zaprezentowany podczas 36. Międzynarodowego Festiwalu Filmowego w Toronto 11 września 2011 \.

## Opis fabuły
Nowojorczyk Brandon (Michael Fassbender), jest trzydziestoletnim seksoholikiem. Jedyną kobietą, z którą łączy go więź emocjonalna, jest jego młodsza siostra Sissy (Carey Mulligan), która wprowadza się do mieszkania brata. Podczas gdy Brandon, mimo uzależnienia, prowadzi ustabilizowane życie, Sissy jest impulsywna i autodestrukcyjna.

## Obsada
- Michael Fassbender jako Brandon Sullivan
- Carey Mulligan jako Sissy Sullivan
- James Badge Dale jako David Fisher
- Hannah Ware jako Samantha
- Nicole Beharie jako Marianne
- Elizabeth Masucci jako Elizabeth
- Amy Hargreaves jako kobieta z hotelu

i inni

## Nagrody i nominacje
68. MFF w Wenecji
- nagroda: Puchar Volpiego dla najlepszego aktora − Michael Fassbender
- nagroda: FIPRESCI w konkursie głównym − Steve McQueen
  - nominacja: udział w konkursie głównym o nagrodę Złotego Lwa − Steve McQueen

Złoty Glob
- - nominacja: najlepszy aktor w filmie dramatycznym − Michael Fassbender

Satelita
- - nominacja: najlepszy film
  - nominacja: najlepsza reżyseria − Steve McQueen
  - nominacja: najlepszy scenariusz oryginalny − Steve McQueen i Abi Morgan
  - nominacja: najlepszy aktor w filmie fabularnym − Michael Fassbender
  - nominacja: najlepsza aktorka w roli drugoplanowej − Carey Mulligan
  - nominacja: najlepszy montaż − Joe Walker

BAFTA
- - nominacja: najlepszy film brytyjski − Steve McQueen, Iain Canning, Emile Sherman i Abi Morgan
  - nominacja: najlepszy aktor pierwszoplanowy − Michael Fassbender

Europejska Nagroda Filmowa
- nagroda: Najlepszy Europejski Operator − Sean Bobbitt
- nagroda: Najlepszy Europejski Montażysta − Joe Walker
  - nominacja: Najlepszy Europejski Film − Steve McQueen
  - nominacja: Najlepszy Europejski Reżyser − Steve McQueen
  - nominacja: Najlepszy Europejski Aktor − Michael Fassbender
  - nominacja: Nagroda Publiczności (People's Choice Award) – Steve McQueen